# Slovensko na Zimních olympijských hrách 2010
Slovensko na Zimních olympijských hrách 2010 reprezentovalo 73 sportovců. Biatlonistka Anastasia Kuzminová získala pro samostatné Slovensko první zlatou medaili na Zimních olympijských hrách v historii. Poprvé startovaly na olympijských hrách slovenské lední hokejistky.

## Medaile

### Medailové pozice

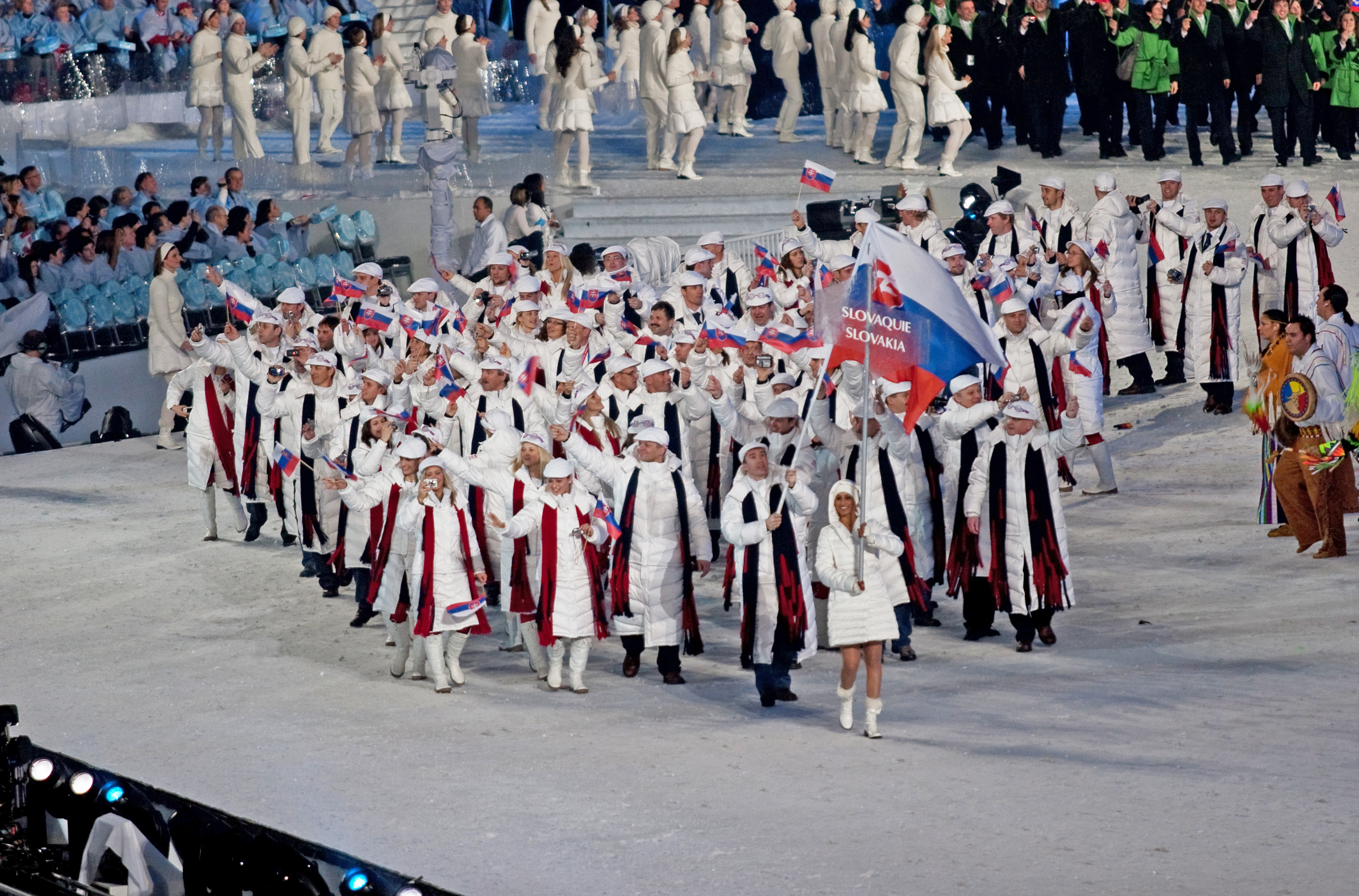
Slovenský olympijský tým při zahajovacím ceremoniálu

| Medaile | Jméno               | Sport   | Disciplína                |
| ------- | ------------------- | ------- | ------------------------- |
| Zlato   | Anastasia Kuzminová | Biatlon | sprint                    |
| Stříbro | Anastasia Kuzminová | Biatlon | stíhací závod             |
| Bronz   | Pavol Hurajt        | Biatlon | závod s hromadným startem |

## Výsledky

### Alpské lyžování
| Muži - Jaroslav Babušiak - sjezd - 52. místo - super-G - 37. místo - superkombinace - diskvalifikován - obří slalom - 44. místo - slalom - 30. místo |  | Ženy - Jana Gantnerová - obří slalom - 35. místo - slalom - 24. místo - Veronika Zuzulová - obří slalom - nedokončila 2. kolo - slalom - 10. místo |

### Biatlon
| Muži - Pavol Hurajt - sprint 10 km - 7. místo - stíhací závod 12,5 km - 16. místo - individuální závod 20 km - 5. místo - závod s hromadným startem 15 km - 3. místo - štafeta 4x7,5 km - 15. místo - Matej Kazár - Marek Matiaško - sprint 10 km - 66. místo - individuální závod 20 km - 33. místo - štafeta 4x7,5 km - 15. místo - Miroslav Matiaško - sprint 10 km - 76. místo - individuální závod 20 km - 47. místo - štafeta 4x7,5 km - 15. místo - Dušan Šimočko - sprint 10 km - 75. místo - individuální závod 20 km - 18. místo - štafeta 4x7,5 km - 15. místo |  | Ženy - Janka Gereková - sprint 7,5 km - 40. místo - stíhací závod 10 km - 40. místo - individuální závod 15 km - 46. místo - štafeta 4x6 km - 13. místo - Martina Halinárová - sprint 7,5 km - 54. místo - stíhací závod 10 km - dojeta o kolo - individuální závod 15 km - 44. místo - štafeta 4x6 km - 13. místo - Ľubomíra Kalinová - sprint 7,5 km - 81. místo - individuální závod 15 km - 80. místo - Anastasia Kuzminová - sprint 7,5 km - 1. místo - stíhací závod 10 km - 2. místo - individuální závod 15 km - 39. místo - štafeta 4x6 km - 13. místo - Natália Prekopová - štafeta 4x6 km - 13. místo |

### Boby
- Milan Jagnešák, Marcel Lopuchovský,
  - dvojbob - 20. místo
- Milan Jagnešák, Marcel Lopuchovský, Martin Tešovič, Petr Nárovec,
  - čtyřbob - nedokončili

### Běh na lyžích
| Muži - Martin Bajčičák - 15 km volná technika - 23. místo - 30 km s hromadným startem - 25. místo - štafeta 4x10 km - 12. místo - Ivan Bátory - 15 km volná technika - 40. místo - sprint dvojice - 15. místo - štafeta 4x10 km - 12. místo - Michal Malák - 15 km volná technika - 54. místo - sprint dvojice - 15. místo - štafeta 4x10 km - 12. místo - Peter Mlynár - sprint - 57. místo - štafeta 4x10 km - 12. místo |  | Ženy - Alena Procházková - sprint - 18. místo |

### Saně
| Muži - Lozef Ninis - jednotlivci - 24. místo - Ján Harniš - dvojice - 11. místo - Branislav Regec - dvojice - 11. místo |  | Ženy - Veronika Sabolová - jednotlivkyně - 14. místo - Jana Šišajová - jednotlivkyně - 27. místo |

### Skoky na lyžích
- Tomáš Zmoray
  - střední můstek - 42. místo
  - velký můstek - 40. místo